# Frano Botica
Frano Michael Botica (Mangakino, 3 de agosto de 1963) es un agente inmobiliario, entrenador y exrugbista de league y union que se desempeñaba como apertura. Representó a los All Blacks de 1986 a 1989 y se consagró campeón del mundo en Nueva Zelanda 1987.
En league fue internacional con Nueva Zelanda y un jugador profesional cuando el de 15 no lo era, razón por su cambio de variedad. Regresó al union con la profesionalidad y jugó para la selección de Croacia. Actualmente es el entrenador de la selección 7 de Filipinas.

## Carrera
Debutó en la primera del North Harbour en 1982 y jugó con ellos hasta 1988. No volvería a jugar en su país hasta 10 años después.
En 1988 se trasladó a Italia y lo contrató L'Aquila Rugby, única liga profesional entonces, por recomendación de Mike Brewer. Jugó dos temporadas y anotó 181 puntos: marcó 11 tries, 19 conversiones, 32 penales y un drop.
Jugó para los Junior All Blacks en 1985, representó a los Māori All Blacks de 1985 a 1989, a la Isla Norte en el partido entre islas de 1986 y para el Anzac XV que enfrentó a los Leones Británicos e Irlandeses durante la gira de Australia 1989.

## Selección nacional
Brian Lochore lo convocó a los All Blacks para la gira de Francia en 1986, debutó contra Les Bleus como titular y les anotó dos drops.
Participó de la Copa Bledisloe 1986, jugando dos pruebas y los Wallabies triunfaron. Ese año también salió de gira  y jugó los dos partidos de la gira a Francia, que acabó en empate.
Su última prueba fue ante los Pumas, en el primer partido de la gira argentina de 1989 y entró los últimos cuatro minutos. En total disputó siete partidos y marcó seis puntos.

### Participaciones en Copas del Mundo
Lochore lo seleccionó para Nueva Zelanda 1987 como suplente de Grant Fox. Debido al gran desempeño del titular, quien terminó siendo el máximo anotador del torneo, Botica no jugó.
| Mundial                       | Sede          | Resultado | PJ | Tries |
| ----------------------------- | ------------- | --------- | -- | ----- |
| Copa Mundial de Rugby de 1987 | Nueva Zelanda | Campeón   | 0  | 0     |

### Croacia
Jugó para Croacia en 1998, por la clasificación para la Copa del Mundo de Gales 1999 y contra la Azzurri. Marcó un penal, en la derrota 29–39 en Makarska.

## Estilo de juego
Era considerado un gran jugador en carrera, por su destreza, velocidad y habilidad de manos. Richie Mo'unga es comparado con él, por su nivel similar de juego.
Su eterna suplencia de Fox, se debió a que aquél era elogiado por ser un pateador superior; así finalmente éste se ganó el favor de los selectores, lo que obligó a Botica a ir al banquillo y restringió la cantidad de pruebas que jugó. Irónicamente, después de cambiar de código, Botica se hizo conocido como uno de los pateadores más confiables del rugby league en su historia.